# Saint-Bonnet-le-Château
Saint-Bonnet-le-Château är en kommun i departementet Loire i regionen Auvergne-Rhône-Alpes i centrala Frankrike. Kommunen ligger i kantonen Saint-Bonnet-le-Château som tillhör arrondissementet Montbrison. År 2022 hade Saint-Bonnet-le-Château 1 457 invånare.

## Befolkningsutveckling
Antalet invånare i kommunen Saint-Bonnet-le-Château
| Referens: INSEE |